# Maribel Atiénzar
María Isabel Atiénzar Sarriá (Albacete, 20 de septiembre de 1959), más conocida como Maribel Atiénzar, es una torera española, considerada una de las pioneras y una de las toreras más importantes de la historia de la tauromaquia.
Fue la primera mujer en cuarenta años en torear en Las Ventas, cortando además una oreja. El Museo Taurino de Madrid expone el traje de luces de esta torera española.

## Biografía
Nació en Albacete el 20 de septiembre de 1959. Su debut en público tuvo lugar el 24 de enero de 1975 en Villavaliente. Su presentación en la plaza de toros de Las Ventas de Madrid tuvo lugar el 12 de julio de 1978 junto a Manuel Rodríguez y Pepe Pastrana, siendo la primera mujer en torear en esta plaza en cuarenta años, donde cortó una oreja. Su éxito fue tal que tuvo que dar varias vueltas al ruedo. El 9 de septiembre de 1979 debutó en Sevilla cortando dos orejas.
Tomó la alternativa en Pachuca el 28 de noviembre de 1981 con El Querétano como padrino y Raquel Martínez como testigo. Su confirmación se produjo en Bogotá con Leónidas Manrique como padrino y Emerson Murillo de testigo. Se retiró en 1987, momento en el que dedicó su vida al arte, más concretamente a la pintura y la escultura, y estableció su residencia en París.